# Чепси
Чепси (адыг. Чъыӏэпсы) — река в России, протекает в Краснодарском крае. Устье реки находится в 102 км по левому берегу реки Псекупс. Длина реки — 25 км, площадь водосборного бассейна — 143 км². Название переводится как «холодная вода», адыг. Чъыӏэ — «холодный».

## Данные водного реестра
По данным государственного водного реестра России относится к Кубанскому бассейновому округу, водохозяйственный участок реки — Кубань от города Усть-Лабинск до Краснодарского гидроузла, без рек Белая и Пшиш. Речной бассейн реки — Кубань.
Код объекта в государственном водном реестре — 06020001312108100005415.